# リボヌクレアーゼ
リボヌクレアーゼ(ribonuclease, RNase)はリボ核酸を分解してオリゴヌクレオチドあるいはモノヌクレオチドにする反応を触媒する酵素。ヌクレアーゼの一種で、RNase(RNアーゼまたはRNエース)とも呼ばれる。
あらゆる生物に遍く存在する酵素で、内部からRNAを分解するエンドリボヌクレアーゼ、外側から分解していくエキソリボヌクレアーゼの2種に分類される。塩基を識別して分解を行う基質特異性の高いものもあり、種類は多様である。主なものとして塩基の種類を問わないリボヌクレアーゼT2(EC 3.1.27.1)やピリミジン塩基のある部分だけ切断するリボヌクレアーゼA(EC 3.1.27.5)、グアニンの部分のみを分解するリボヌクレアーゼT1(EC 3.1.27.4)などがあげられる。mRNAなどの必要なRNAはリボヌクレアーゼインヒビターと呼ばれるペプチドによってリボヌクレアーゼによる分解をまぬがれている。
リボヌクレアーゼは一次構造が最初に特定された酵素として歴史に残っており、これを決定した三人の化学者はノーベル化学賞を受賞している。

## 分類

### 主要なエンドリボヌクレアーゼ
- EC 3.1.27.5 RNase Aは研究に広く使用されるRNaseである。RNase A （たとえばbovine pancreatic ribonuclease A: PDB: 2AAS）は研究室で一般に用いられる酵素の中で最も丈夫なもののひとつであり、RNase Aを精製する方法の一つに、細胞の抽出物を煮沸しRNase A以外のすべての酵素を変性させるというものもあるほどである。RNase Aは一本鎖RNAの配列に特異的であり、一本鎖のC残基またはU残基（ピリミジン残基）の3'末端を切断して、3'末端リン酸化物を生じる。
- EC 3.1.26.4 RNase H はDNA/RNAハイブリッド二本鎖を形成しているRNAを切断し、一本鎖DNAを生じるリボヌクレアーゼである。RNase Hは非特異的なエンドヌクレアーゼであり、加水分解によってRNA切断を触媒する。酵素に結合した二価金属イオンはその活性を助ける。RNase Hは5'末端リン酸化物を生じる。

- EC number 3.1.??: RNase I は1本鎖RNAの3'末端で全てのジヌクレオチド結合を切断し5'-ヒドロキシル末端,  3'-リン酸末端を作る, このとき中間産物として2',3'環状モノリン酸が生じる.

- EC 3.1.26.3: RNase III は原核生物においてポリシストロニックに転写された rRNA (16s rRNA と 23s rRNA)を切断することで成熟させる触媒として知られる。また、2本鎖RNAを分解する double strands RNA (dsRNS)-Dicer ファミリーのRNaseでも有る。さらに、pre-miRNA (60–70bp)を消化する事でmiRNA (22–30bp)に成熟させ、この活性によってmRNAの翻訳制御やmRNAの分解による発現制御に関わる。

- EC number 3.1.26.-??:  RNase Lはインターフェロン誘導性RNaseである。活性化されると細胞内のRNAを無差別に分解する。

- EC 3.1.26.5: RNase P は他のRNaseと異なり リボザイム – a ribonucleic acid の一種であり、酵素である他のRNaseと同様の活性を有する。 RNase PはtRNA前駆体の余剰配列を分解する事でtRNAを成熟させ機能を持つ。

- EC number 3.1.??:  RNase PhyM は１本鎖RNAの特定領域を切断するRNaseである. 3'末端不対合塩基の A と U 残基で切断する.

- EC 3.1.27.3: RNase T1 は１本鎖RNAの特定領域を切断するRNaseである. 3'末端の不対合G残基で切断する。

- EC 3.1.27.1: RNase T2  は１本鎖RNAの特定領域を切断するRNaseである. 3'末端の4塩基全てに活性を持つが, A末端を優先的に作る.

- EC 3.1.27.4: RNase U2 iは１本鎖RNAの特定領域を切断するRNaseである. 3'末端の不対合A残基で切断する。

- EC 3.1.27.8: RNase V1は配列非特異的に2本鎖RNAを分解する.

### 主要なエキソリボヌクレアーゼ
- EC number EC 2.7.7.8:  Polynucleotide Phosphorylase (PNPase)エキソヌクレアーゼ と同様にnucleotidyltransferase活性を有する。

- EC number EC 2.7.7.56: RNase PH エキソヌクレアーゼ と同様にnucleotidyltransferase活性を有する。

- EC number 3.1.??: RNase II 3'から5'方向のエキソリボヌクレアーゼ活性を有し、 1本鎖RNAを分解する事で成熟させる.

- EC number 3.1.??: RNase R RNase IIと非常に近縁のホモログであるがRNase IIと異なり, RNAの2次構造をアクセサリーファクター無しに分解可能である。

- EC number EC 3.1.13.5: RNase DｔRNA前駆体を3'-5'方向に消化する事でtRNAの成熟に関わる。

- EC number 3.1.??: RNase T ｒRNAやｔRNAの成熟において中心的な役割を担うリボヌクレアーゼである。

- EC 3.1.13.3: Oligoribonuclease 短いRNA断片をモノヌクレオチドまで分解する。

- EC 3.1.11.1: Exoribonuclease I 1本鎖RNAを分解する。原核生物にのみ存在する。

- EC 3.1.13.1: Exoribonuclease II  Exoribonuclease Iの非常に近縁のホモログとして知られる.